# Karl Alexander von Müller

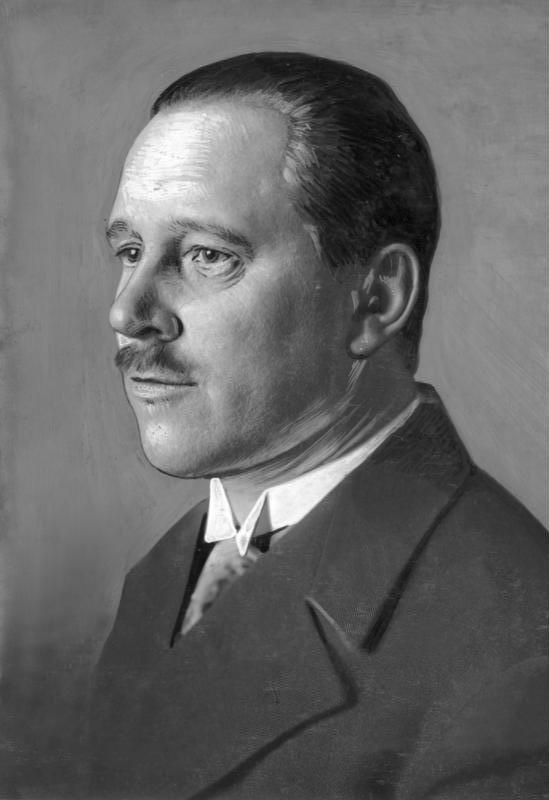
Karl Alexander von Müller (1929)

Karl Alexander von Müller (* 20. Dezember 1882 in München; † 13. Dezember 1964 in Rottach-Egern) war ein deutscher Historiker, der sich als Gegner der Weimarer Republik hervortat, im Nationalsozialismus führende Funktionen im indoktrinierten Wissenschaftsbetrieb innehatte und ein knappes Jahrzehnt die Historische Zeitschrift herausgab.
Im Ersten Weltkrieg propagierte er eine unverminderte Fortführung des Krieges. Er war von 1914 bis 1933 Mitherausgeber der zunehmend radikalnationalistischen Süddeutschen Monatshefte. Im Jahr 1917 wurde er zum Syndikus der Bayerischen Akademie der Wissenschaften ernannt. In der Weimarer Republik war er ein gefragter Redner und Publizist für zahlreiche republikfeindliche Gruppierungen. Nach mehreren gescheiterten Berufungsverfahren wurde Müller 1928 an der Universität München Professor für bayerische Landesgeschichte.
Im nationalsozialistischen Deutschland stieg Müller zu einem der einflussreichsten Historiker auf und stand 1942 auf dem Höhepunkt seiner Karriere. Ihm ging es um eine Integration der deutschen Geschichtswissenschaft in den Nationalsozialismus. Zugleich betrieb er konsequent den Ausschluss der jüdischen Mitarbeiter aus der Wissenschaft. Von 1935 bis 1944 hatte er die Herausgeberschaft der renommierten Historischen Zeitschrift inne. Von 1936 bis 1943 bekleidete er als Präsident der Bayerischen Akademie der Wissenschaften ein einflussreiches wissenschaftsorganisatorisches Amt. Im ersten Kriegsjahr widmete er sich dem propagandistischen Kampf gegen England. Seine erfolgreichste Schrift in der NS-Zeit war eine Propagandabroschüre über das deutsch-englische Verhältnis. Außerdem trat er für die Neuordnung Europas im Sinne des nationalsozialistischen Deutschlands ein.
Die Niederlage des NS-Regimes bedeutete für Müller 1945 den Verlust sämtlicher Ämter. In seinen letzten beiden Lebensjahrzehnten kämpfte Müller um seine Rehabilitierung. Damit ging sein weitgehend erfolgreiches Bemühen einher, die eigene Lebensleistung durch die Veröffentlichung seiner Memoiren möglichst günstig erscheinen zu lassen. Diese und seine Publikationen zum bayerischen Volkstum stießen auf große Resonanz; auch öffentliche Ehrungen wie die Verleihung des Bayerischen Verdienstordens im Mai 1961 blieben nicht aus. In der Geschichtswissenschaft spielte Müller nach 1945 keine Rolle mehr. Seine akademischen Schüler vermieden eine kritische Auseinandersetzung mit Müllers Wirken in der NS-Zeit, wie kritische Stimmen dazu in der Geschichtswissenschaft insgesamt die Ausnahme blieben. Müllers suggestiver Selbstinszenierung mit Hilfe seiner Memoiren konnten erst in jüngster Vergangenheit neutrale Ergebnisse aus umfangreichen Archivforschungen gegenübergestellt werden.

## Leben

### Herkunft und Jugend

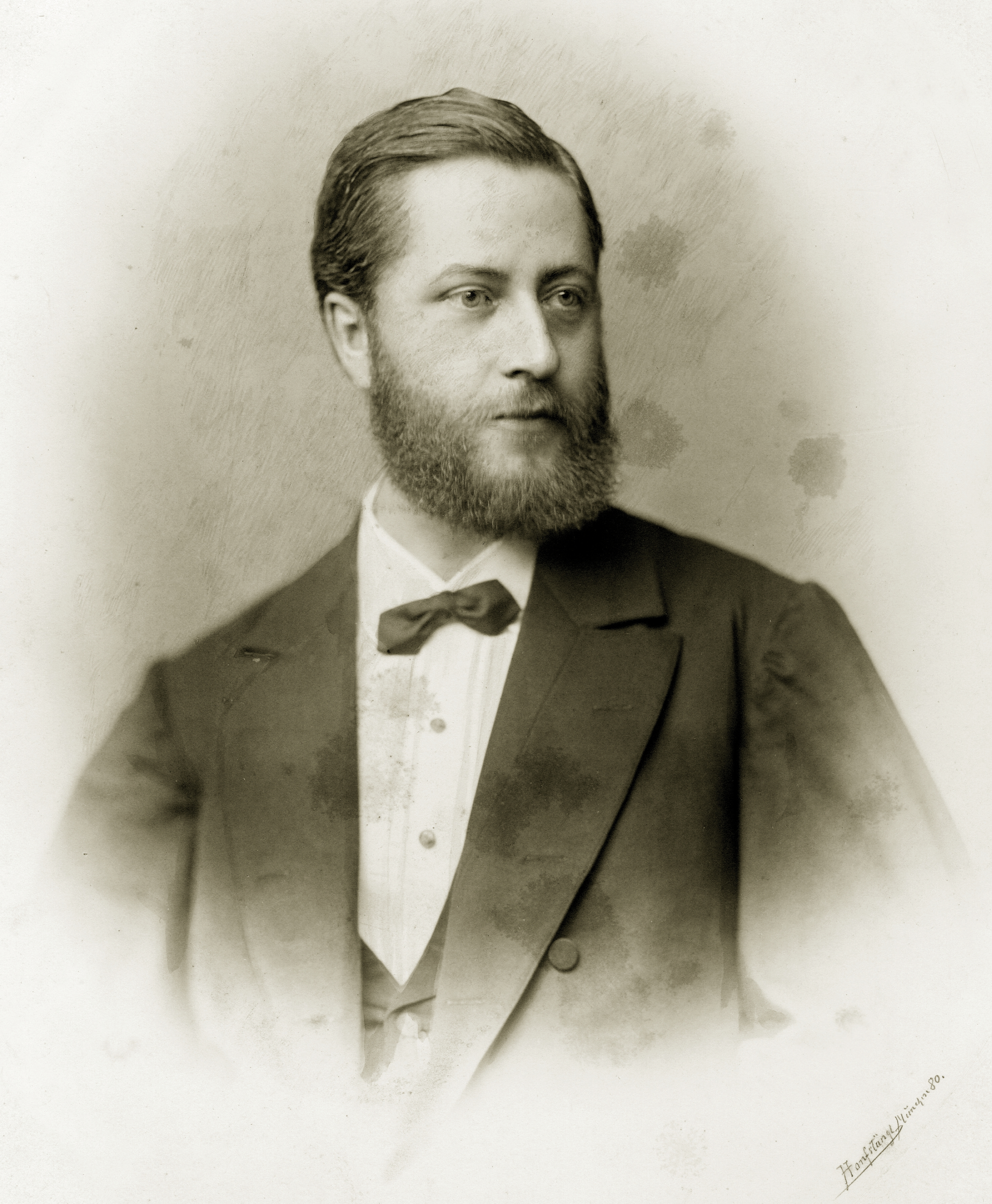
Ludwig August von Müller vor 1877

Karl Alexander von Müller wurde am 20. Dezember 1882 als erstes von vier Kindern Ludwig August von Müllers und dessen Ehefrau Marie von Burchtorff (1857–1933) in München geboren. Er stammte aus großbürgerlichen Kreisen. Sein Vater war Kabinettssekretär König Ludwigs II., wurde 1887 Polizeipräsident von München und 1890 bayerischer Kultusminister, 1891 wurde er nobilitiert. Sowohl Müllers Vater als auch sein Großvater mütterlicherseits, Karl Alexander von Burchtorff, zählten zur bayerischen Beamtenelite. Ab 1893 besuchte er bis zum Abitur 1901 das Wilhelmsgymnasium München. Dort gehörte er zu den besten Schülern mit durchgängig sehr guten Noten. Seinen Vater verlor Müller 1895 im Alter von zwölf Jahren. Durch seine Herkunft genoss er ein kulturell anregendes Elternhaus und erhielt eine vorzügliche Erziehung.

### Studium
Wie einst sein Vater begann Müller im Herbst 1901 das Studium der Rechtswissenschaften an der Universität München. Dabei wurde er von der Stiftung Maximilianeum gefördert, die das Studium einer kleinen Auswahl begabter bayerischer Studenten finanziert. Im Herbst 1903 gehörte Müller zu den ersten fünf deutschen Rhodes-Stipendiaten, was ihm ein Studium an der Universität Oxford ermöglichte. Er ging an das dortige Oriel College. Dieser wegen einer Erkrankung nur zweisemestrige Englandaufenthalt regte Müller zu einer lebenslangen Beschäftigung mit der englischen Geschichte an. Seine Heimat München hat er nach seiner Rückkehr in den kommenden Jahrzehnten nie für längere Zeit verlassen. Im März 1905 legte er die juristische Zwischenprüfung mit „Auszeichnung“ ab. Trotz erfolgreichen Examens entschied sich Müller im Jahre 1906 für ein Geschichtsstudium. Diesen Wechsel zur Geschichte stellte Müller Jahrzehnte später in seinen Memoiren als Erweckungserlebnis dar. Ab Herbst 1906 studierte er Geschichte an der Ludwig-Maximilians-Universität. Seine wichtigsten akademischen Lehrer waren Hermann von Grauert, Michael Doeberl und vor allem Sigmund von Riezler. Schon im Juli 1908 wurde er mit der von Sigmund von Riezler und Karl Theodor von Heigel begutachteten Arbeit Bayern im Jahre 1866 und die Berufung des Fürsten Hohenlohe promoviert. Die aus gedruckten Quellen erarbeitete Untersuchung behandelte die Vorgeschichte des Ministeriums Hohenlohe. Müllers Studie wurde positiv aufgenommen. So äußerten sich einflussreiche Historiker wie Michael Doeberl, Walter Goetz, Hermann Oncken und Erich Marcks zustimmend. Die Arbeit erschien im Juni 1909 beim Oldenbourg Verlag, einem der führenden Verlage für geschichtswissenschaftliche Literatur. Müller galt durch sein Erstlingswerk als vielversprechende historische Nachwuchshoffnung. Eine erste Anstellung fand er im Januar 1911 als Akteneditor bei der Münchener Historischen Kommission, wo er bis November 1917 in der Abteilung Briefe und Akten zur Geschichte des Dreißigjährigen Krieges tätig war.

### Erster Weltkrieg
Müller meldete sich am 6. August 1914, kurz nach Beginn des Ersten Weltkriegs, zum Militärdienst. Der 32-Jährige wurde jedoch wegen seines labilen Gesundheitszustandes nach wenigen Tagen ausgemustert. Müller war Schriftführer und Kassierer des Roten Kreuzes für München und Oberbayern. Er erhielt für seine Arbeit das König Ludwig-Kreuz und das Verdienstkreuz für Kriegshilfe. Sein Sanitätsdienst war unter den deutschen Historikern eine seltene Ausnahme. Das „Augusterlebnis“ hatte wesentlichen Einfluss auf seine weitere berufliche Karriere. Der Nachwuchshistoriker wandelte sich zum Kriegspublizisten. In der Kriegspublizistik entfaltete er durch Vorträge und Veröffentlichungen in den Süddeutschen Monatsheften eine umfangreiche Tätigkeit. Zugleich kam seine wissenschaftliche Arbeit zum Stillstand. Müller war in München Mitbegründer des „Volksausschusses für rasche Niederkämpfung Englands“ und gehörte in der Deutschen Vaterlandspartei zu den Gründungsmitgliedern des bayerischen Landesverbandes. Er teilte anders als fast alle seine Fach- und Altersgenossen nicht das „Fronterlebnis“. Der Krieg beeinflusste ihn dennoch tiefgreifend und führte zu einer radikalen Haltung in seiner Publizistik. Ernst Schulin rechnete Müller in seiner generationsgegliederten Betrachtung – trotz abweichender Erfahrungen – zur „Frontgeneration“ der zwischen 1880 und 1899 Geborenen.
Müllers Einsatz in der Kriegspublizistik schadete seinem Ansehen als Wissenschaftler keineswegs. Vielmehr nahm die Historikerschaft des späten Kaiserreiches seine Beiträge mit Begeisterung auf. Noch 1929 dankte Siegfried A. Kaehler „für so manche Anregungen, welche ich als ständiger, wenn auch nicht unkritischer Leser der Süddeutschen Monatshefte Ihren […] Arbeiten entnommen habe“. Die Anmeldung zur Habilitation hatte Erich Marcks „seit Jahren erwartet u. gewünscht“. Für Marcks war Müller eine „Hoffnung ersten Ranges“. Dessen akademischer Lehrer Riezler wünschte, dass Müller seine bis 1914 in acht Bänden veröffentlichte Geschichte Baierns fortsetze und beende. Müller wurde 1916 ohne Habilitation oder weitere Forschungserträge seit der Dissertation als außerordentliches Mitglied in die Historische Kommission bei der Bayerischen Akademie der Wissenschaften aufgenommen. Er hatte damit auf institutioneller Ebene mit seinen Lehrern und Förderern gleichgezogen. Im Jahr 1917 habilitierte er sich über Joseph Görres. Noch während des Krieges wurde er im Dezember 1917 zum Syndikus der Bayerischen Akademie der Wissenschaften ernannt. In dieser Funktion blieb er bis 1928. Als Syndikus kümmerte er sich um den Geschäftsbetrieb der Akademie und die Verwaltung der wissenschaftlichen Sammlungen des Staates. Durch die häufigen Wechsel im Präsidentenamt kam Müller eine wichtige Position zu, da jeder neue Präsident bei den alltäglichen Geschäften auf den Rat des Syndikus zurückgriff. Zugleich wurde er zum 1. Dezember 1917 zum Honorarprofessor an der Münchener Universität ernannt.
Für Riezler war Müller der Wunschkandidat für die eigene Nachfolge auf dem Lehrstuhl für bayerische Landesgeschichte. Er hob vor allem Müllers Verdienste an der „Heimatfront“ hervor. Damit wollte er die Kritik am jugendlichen Alter seines Schülers, der gerade erst abgeschlossenen Habilitation, der fehlenden Lehrerfahrung und den wenigen Forschungsarbeiten Müllers zum Mittelalter und der Reformation entkräften. Müllers Bewerbung um die Nachfolge seines Lehrers Sigmund von Riezler im Jahr 1917 blieb jedoch ohne Erfolg: Berufen wurde der wissenschaftlich erfahrenere und mehr als zwanzig Jahre ältere Michael Doeberl.

### Weimarer Republik

#### Verhältnis zur Weimarer Republik
Nach Kriegsende setzte Müller seine Tätigkeit als politischer Publizist fort. Besonders im publizistischen Kampf gegen den Versailler Vertrag und die „Kriegsschuldlüge“ tat er sich hervor. Laut Matthias Berg blieb er die meiste Zeit einer „Gegnerschaft zur Republik“ verhaftet. Müller wurde ein begehrter Redner und Publizist für verschiedene republikfeindliche Gruppierungen, ohne sich jedoch auf eine festzulegen.
Im Juni 1919 erhielt Müller einen Ruf auf den ordentlichen Lehrstuhl für Geschichte der Technischen Hochschule Karlsruhe. Der Präsident der Bayerischen Akademie der Wissenschaften Hugo von Seeliger setzte sich jedoch für Müllers Verbleib in München ein und unterbreitete den Vorschlag, ihn als Kompensation finanziell besserzustellen und zum Regierungsrat zu ernennen. So lehnte Müller den Ruf nach Karlsruhe ab, wurde 1919 zum Regierungsrat ernannt und blieb auf seinem Posten bei der Bayerischen Akademie der Wissenschaften. Auch einem 1920 erhaltenen Ruf auf die Direktorenstelle des Reichsarchivs in Potsdam folgte er nicht.
Müller verlobte sich im Januar 1919 mit Irma Richter, der Tochter des Münchener Fabrikanten Georg Richter, und heiratete sie im selben Jahr. Aus der Ehe gingen zwei Kinder hervor. Über seine Frau war Müller mit Gottfried Feder verschwägert, dem Wirtschaftstheoretiker der Nationalsozialisten. Feder hatte noch vor dem Ersten Weltkrieg eine Schwester von Müllers Ehefrau geheiratet. Durch Elsa Bruckmann, eine frühe Förderin Adolf Hitlers, war Müller wiederholt in direkten Kontakt mit Hitler gekommen. Bereits im Juli 1919 waren sich Müller und Hitler persönlich begegnet. Müller referierte im Rahmen „antibolschewistischer Aufklärungskurse“ vor Angehörigen der Reichswehr. Hitler besuchte einen Kurs von Müller, der über „die Schuldfrage“ einen Vortrag hielt. Dabei will Müller erstmals auf Hitler aufmerksam geworden sein. Er will auch Hitlers Vorgesetzten, seinen ehemaligen Schulkameraden Karl Mayr, auf das Redetalent Hitlers aufmerksam gemacht haben. Dieser Hinweis sei aber damals noch folgenlos geblieben. Eine Bindung Müllers an eine Partei ist nicht überliefert, seine Wahlentscheidungen sind unbekannt. Nach Elina Kiiskinen stand er der DNVP nahe.
In den 1920er Jahren scheiterten trotz Erstplatzierung mehrere Berufungsverfahren. Als Nachfolger Fritz Hartungs an der Universität Kiel wurde statt Müller 1923 Friedrich Wolters berufen. Das von Willy Andreas ausgestellte Gutachten hob auf Müllers Unwillen, München zu verlassen, und auf das Fehlen von wissenschaftlichen Arbeiten ab. An der Universität zu Köln scheiterte 1925 eine Berufung Müllers am Kölner Oberbürgermeister Konrad Adenauer. Die Fakultät, das preußische Kultusministerium und die gutachtenden Fachkollegen hatten sich für Müller ausgesprochen. Bei der Nachfolgeregelung von Richard Fester an der Universität Halle entschied sich das preußische Kultusministerium zum Sommersemester 1927 gegen den von der Fakultät vorgeschlagenen Müller und ernannte den politisch liberalen Otto Becker. Auch an der Universität Breslau war Müller der Erstplatzierte und wurde vom preußischen Ministerium 1928 abgelehnt. Müller begründete im dritten Band seiner Autobiographie seine Ablehnung der Republik mit seiner Zurückweisung bei den vielen Berufungen. Die Jahre zwischen 1916 und 1928 waren für ihn jedoch nach Einschätzung von Matthias Berg keineswegs ein Misserfolg. Er erhielt Anerkennung und Zuspruch in der politischen Publizistik und für seine historiographischen Veröffentlichungen. Sein Rang als Historiker wurde in Briefen und Gutachten anerkannt. Berg machte bei Müller Mitte der 1920er Jahre eine späte Annäherung an die Weimarer Republik aus. Die Goldenen Zwanziger und die Erlangung der Professur in München 1928 waren dafür entscheidend. Müller näherte sich national gesinnten, der Weimarer Republik jedoch nicht ablehnend eingestellten Personen an. Mit Lujo Brentano, Thomas Mann und dem Münchner Oberbürgermeister Karl Scharnagl engagierte sich Müller in der Münchner Sektion des Kulturbundes. Elsa Bruckmann zeigte sich im März 1929 über Müllers Umgang mit den „Bolschewiki“ entsetzt. Gemeinsam mit Thomas Mann war Müller im November 1929 Gründungsmitglied im Rotary Club.

#### Lehrtätigkeit in München

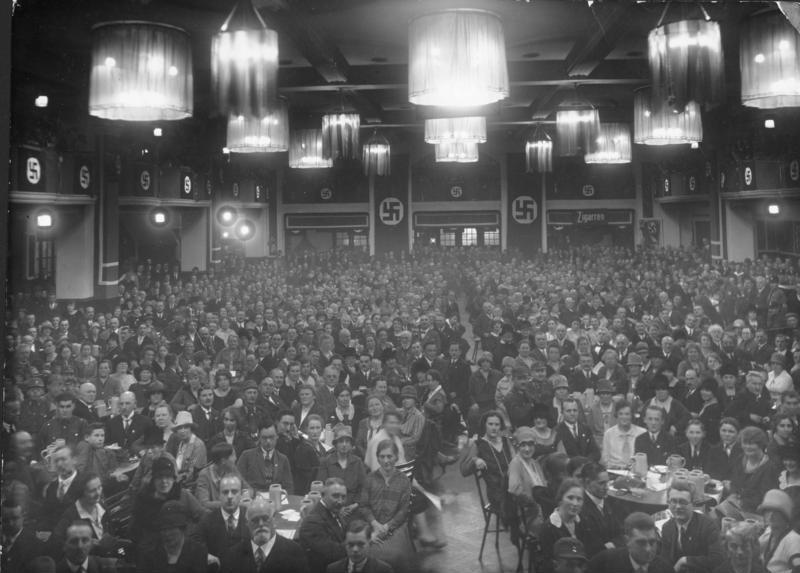
NSDAP-Versammlung im Bürgerbräukeller, ca. 1923

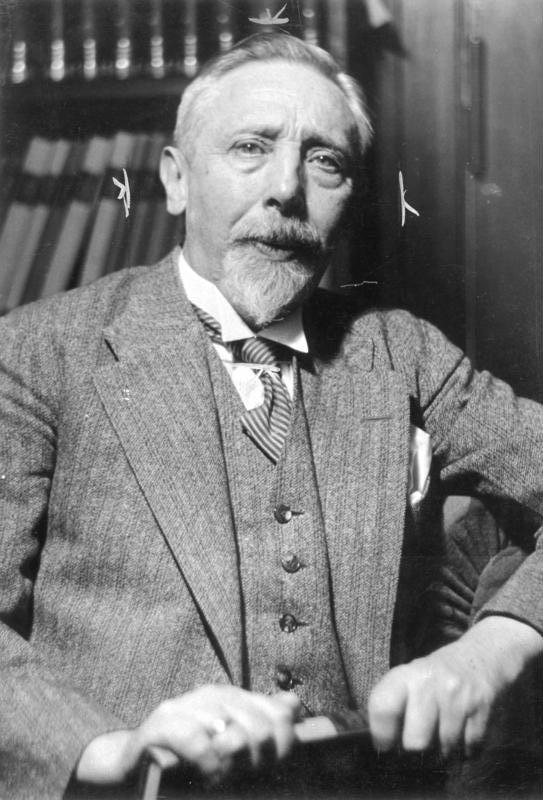
Hermann Oncken (1933)

Am Abend des 8. November 1923 wollte Müller im Münchner Bürgerbräukeller eine Rede Gustav von Kahrs hören. Dadurch wurde er Zeuge des Hitlerputsches, mit dem ausgehend von München die Weimarer Republik beseitigt werden sollte. Am Folgetag forderte Müller die Studenten seines Seminars auf, sich zu Ehren der toten Putschisten für eine Schweigeminute zu erheben, während andere Historiker wie der republikfreundliche Hermann Oncken den Putschversuch verurteilten. Die politischen Vorstellungen der beiden Historiker gingen zunehmend auseinander. Als einer der frühen Förderer Müllers distanzierte sich Oncken in den 1920er Jahren von ihm. Nach Matthias Berg überbrückten allerdings die gegenseitige Akzeptanz als Fachkollege und die Zugehörigkeit zur Historikerschaft oftmals politische Differenzen.
Müller übernahm 1923 einen Lehrauftrag für „Historische Politik“. In seinen Seminaren wurden regelmäßig aktuelle politische Fragen behandelt. Dadurch bekam er Zulauf von Studenten aus allen politischen Richtungen. In seinen Vorlesungen saßen die Nationalsozialisten Rudolf Heß, Hermann Göring und Baldur von Schirach. Aber auch junge sozialistische Historiker wie Wolfgang Hallgarten oder Michael Freund besuchten Müllers Lehrveranstaltungen. Im Jahr 1923 wurde Müller ordentliches Mitglied der Historischen Kommission, 1927 wurde er in die neu gegründete Kommission für bayerische Landesgeschichte berufen und 1928 als ordentliches Mitglied in die Bayerische Akademie der Wissenschaften aufgenommen. In seinem Wahlvorschlag hob Hermann Oncken Müllers „literarisches Formtalent“ und die bereits vor zwei Jahrzehnten veröffentlichte Dissertation lobend hervor. In der Wahlsitzung im Februar 1928 erhielt Müller alle 19 abgegebenen Stimmen. Im selben Jahr wurde er Sekretär der Münchener Historischen Kommission.
Michael Doeberl starb im März 1928 unerwartet. Nur drei Monate später übernahm Müller dessen Lehrstuhl für bayerische Geschichte. Seine Vorlesungen wurden gut besucht; die Vorlesung Deutsche Geschichte im Spiegel der bayerischen Entwicklung hatte 179 Hörer. In den Folgejahren lag die Hörerzahl bei Müllers Veranstaltungen bei 300 bis 400. Auch seine Schülerzahl nahm nun beträchtlich zu. Bis zum Wintersemester 1927/28 hatte er lediglich acht Dissertationen betreut. Durch die Übernahme des Lehrstuhls stieg die Zahl der betreuten Dissertationen stark an. Müller hatte als akademischer Lehrer 228 Doktoranden. Die Arbeiten hatten ihren Schwerpunkt im Bereich der bayerischen Geschichte. Die besten Arbeiten wurden seit 1933 in der von Müller mitherausgegebenen Reihe Münchner Historische Abhandlungen, Erste Reihe: Allgemeine und politische Geschichte veröffentlicht. Zu seinen akademischen Schülern gehörten die späteren Lehrstuhlinhaber Kurt von Raumer, Alexander Scharff, Theodor Schieder, Karl Bosl, Heinz Gollwitzer, Fritz Valjavec und Wolfgang Zorn, der spätere katholisch-konservative Kultus- und Landwirtschaftsminister Alois Hundhammer sowie die Nationalsozialisten Walter Frank, Wilhelm Grau, Ernst Hanfstaengl, Karl Richard Ganzer und Reinhold Lorenz. Weitere Schüler Müllers waren Georg Franz-Willing, Anton Hoch, Wilhelm von Kloeber, Michael Schattenhofer und Klaus Schickert. Als akademischer Lehrer war er allerdings unter seinen Schülern weniger für präzises Wissenschaftshandwerk und Arbeit mit ungedruckten Quellen bekannt; vielmehr vermittelte er nach Wolfgang Zorn eher als „Essayist nach Natur und Neigung in fesselnder, zuweilen auch rührender Erzählkunst Freude am Fach und am Lernen durch Hören“.
Von 1930 bis 1936 leitete Müller das Institut zur Erforschung des deutschen Volkstums im Süden und Südosten, obwohl er keine süd- oder osteuropäische Sprache beherrschte und auch nicht mit Veröffentlichungen in diesem Themenfeld hervorgetreten war. Er galt aber durch seine Professur für bayerische Landesgeschichte und durch die bisherige Anerkennung seiner Arbeit als geeignet für eine Vermittlerrolle zwischen Wissenschaft und Politik. Den Schwerpunkt der Aufgaben des Instituts machte Müller „im Osten, im Abwehrkampf gegen das vordringende Tschechentum“ aus. Müller unterstützte 1931 die sogenannte „wissenschaftliche Abwehrarbeit“ gegen polnische Historiker, um zu verhindern, dass diese mittels Archivbeständen, die sich in deutschen Archiven befanden, nachweisen könnten, dass „das ganze Gebiet der polnischen Ostmark alter polnischer Besitz sei“.

### Nationalsozialismus
Die Ernennung Adolf Hitlers zum Reichskanzler am 30. Januar 1933 betrachtete Müller nicht als „Epochenwende“, sondern lediglich als Amtsantritt einer weiteren „für kurzlebig gehaltenen Regierung“. Bereits im Jahr 1933 war Müllers engstes persönliches Umfeld vom Terror des neuen NS-Regimes betroffen. Die mit ihm befreundeten Publizisten Erwein von Aretin und Paul Nikolaus Cossmann wurden im März und im April 1933 verhaftet. Später wurde auch sein akademischer Schüler Hundhammer verhaftet. Durch die Verhaftung langjähriger politischer Weggefährten erfuhr Müller schon früh die Bereitschaft der neuen Machthaber zur Gewalt gegen konservative, monarchistisch orientierte Gegner des Nationalsozialismus. Dennoch wandte er sich bewusst dem Nationalsozialismus zu. Als Aretin aus der Haft entlassen wurde, riet Müller ihm zum Anschluss an den „nationalen Aufbruch“, was Aretin ablehnte. Zur Teilhabe an der Macht im Nationalsozialismus war bei Müller kein vollständiger Rollenwechsel erforderlich. Seine föderalen, monarchistischen und konfessionellen Bindungen waren relativ wenig gefestigt und hinderten ihn nicht, sich am neuen Regime rasch und engagiert zu beteiligen. Nach Nikola Becker war Müller zwar katholisch, stand aber dem politischen Katholizismus ablehnend gegenüber; seine Sympathie galt vielmehr nach 1918 dem deutschnationalen Lager, wobei er eine starke Neigung zum Nationalsozialismus entwickelte.
Angesichts des Misstrauens der Nationalsozialisten gegenüber dem Münchener Rotary Club trat Müller aus dieser Vereinigung aus. Am 14. März 1933 hatte er zum letzten Mal an einem Treffen der Rotarier teilgenommen. Dafür trat er zum 1. August 1933 der NSDAP bei (Mitgliedsnummer 1.747.534). Kein anderer Lehrstuhlinhaber der Münchener Philosophischen Fakultät und kein anderes Mitglied der Bayerischen Akademie der Wissenschaften wurde schon 1933 Mitglied der NSDAP. Müller sah sich jedoch gezwungen, seinen späten Parteieintritt zu rechtfertigen. Als Begründung dafür gab er in seinem von Rudolf Heß persönlich befürworteten Aufnahmeantrag vom 27. August 1933 an, er habe als Universitätsprofessor weitaus freier für die Verbreitung der nationalsozialistischen deutschen Staats- und Geschichtsauffassung wirken können, weil er der Partei nicht angehörte. So habe er in aller Stille Historiker für das Dritte Reich herangebildet. Durch seine Entscheidung für den Nationalsozialismus konnte er unter den neuen Machthabern Karriere machen. In den folgenden Jahren wurden ihm zahlreiche Funktionen und Mitgliedschaften zuteil. Sein Lehrauftrag wurde 1934 ausgeweitet. Zugleich wurde die landeshistorische Ausrichtung abgewertet. Müllers Professur hieß fortan „Mittlere und Neuere Geschichte mit Berücksichtigung der Bayerischen Landesgeschichte“.
Seine Lehrveranstaltungen behandelten vor allem Themen der bayerischen Landesgeschichte, der deutschen Geschichte besonders des 19. Jahrhunderts und das britische Weltreich. Von 1933 bis 1935 war Müller Dekan der Philosophischen Fakultät der Universität München. Dies war sein erstes wichtiges Amt in der NS-Zeit. Müller wird als „Übergangsdekan“ eingestuft, der sich den politischen Vorgaben anpasste und für die Konstituierung einer nach nationalsozialistischen Vorgaben orientierten Fakultät sorgte. Er übernahm 1935 die Herausgeberschaft der Historischen Zeitschrift. Im Januar 1936 erhielt er für seine historisch-politische Aufsatzsammlung Deutsche Geschichte und Deutscher Charakter den Verdunpreis. Nach Meinung des Reichswissenschaftsministers Bernhard Rust war der Preis eine „verdiente Würdigung Ihrer wissenschaftlichen Gründlichkeit, künstlerischen Gestaltungskraft und nationalpolitischen Erziehergabe“. Zum Reichsgründungstag 1936 lobte Müller Hitler als den Mann, der „zähes bäuerliches Blut des alten Deutschlands in seinen Adern“ habe, aber als „Arbeiter der Stirn und der Faust zugleich“ selbst „aus dem Schoß des großen, schweigsamen Volkes“ entsprungen sei und den Entschluss gefasst habe, das Elend zu wenden. Er übernahm im Herbst 1936 die Leitung der „Forschungsabteilung Judenfrage“ des Reichsinstituts für Geschichte des neuen Deutschlands. Im selben Jahr wechselte Arnold Oskar Meyer an die Berliner Friedrich-Wilhelms-Universität. Müller übernahm daraufhin dessen Lehrstuhl für Neuere Geschichte. Ebenfalls 1936 wurde er gegen den Willen der Mitglieder vom zuständigen Ministerium zum Präsidenten der Bayerischen Akademie der Wissenschaften ernannt und blieb in dieser Funktion bis 1944. Im April 1937 wurde Müller zum korrespondierenden Mitglied der württembergischen Kommission für Landesgeschichte gewählt. Zum „Anschluss“ Österreichs 1938 verherrlichte er in der Aula der Universität München vor den versammelten Lehrenden die Leistungen des Führers.
Die nationalsozialistischen Gutachten entwerfen von Müller das Bild eines vorbildlichen Nationalsozialisten und beurteilen ihn als zuverlässiges Parteimitglied. Seine „nationalsozialistische Gesinnung“ sei „in jeder Beziehung einwandfrei. Er ist ein eifriger Besucher der Parteiversammlungen. Bei Sammlungen hat er stets eine offene Hand und gibt reichlich.“
Eine erfolgreiche Einflussnahme auf die Berufung auf einen historischen Lehrstuhl ist ein Indikator für Rang und Ansehen im Wissenschaftsbetrieb der nationalsozialistischen Zeit. Bei der Wiederbesetzung des Lehrstuhls für Neuere Geschichte im Jahre 1938 sorgte Müller für die Berufung Ulrich Crämers und setzte sich damit gegen seinen Schüler Walter Frank durch, der mit Kleo Pleyer einen seiner Mitarbeiter auf den Lehrstuhl bringen wollte. Müller ging nicht offen gegen Frank vor, sondern formulierte ein Gutachten, in dem er beide Kandidaten gegeneinander abwog und den Standpunkt vertrat: „Wenn aber für irgendeine Universität, so muss für die Universität der Hauptstadt der Bewegung gerade in diesem Punkt der unbedingten Anhänglichkeit an den Führer und des Gehorsams gegen seine Weisungen völlige und positive Sicherheit gegeben sein.“ Pleyer erschien nach Müllers Gutachten als weniger zuverlässig. Ein Grund für Müllers vehementes Eintreten für Crämer war, dass er sich von ihm eine größere Entlastung in der Lehre und mehr Freiraum für seine zahlreichen Ehrenämter erhoffte.
Die Österreichische Akademie der Wissenschaften wählte Müller 1939 zum korrespondierenden Mitglied. Im selben Jahr zog ihn die Wehrmacht als Englandexperten heran; er sollte die weltgeschichtliche Rolle des englischen Commonwealth untersuchen. Nach Meinung der SS war Müller dank seinem bisher erworbenen Ansehen geeignet, auch im Ausland bei „den Neutralen“ zu wirken. Aus dieser Tätigkeit ging die Propagandabroschüre Deutschland und England. Ein weltgeschichtliches Bild hervor.
Im Juli 1942 wurde Müller in die Preußische Akademie der Wissenschaften aufgenommen. Zu seinem 60. Geburtstag am 20. Dezember 1942 stand er auf dem Höhepunkt seines beruflichen Erfolges. Für den bayerischen Gauleiter Paul Giesler war Müller im Jahr 1942 ein „überzeugter Nationalsozialist“ und „einer der bedeutendsten lebenden deutschen Historiker“. Mit der Verleihung der Goethe-Medaille am 60. Geburtstag erreichte Müller den Höhepunkt seiner Anerkennung durch das Regime. Wenige Wochen zuvor war sein früherer langjähriger Freund und Mitherausgeber der Süddeutschen Monatshefte Paul Nikolaus Cossmann im Konzentrationslager umgekommen. Müller hatte seit Cossmanns Entlassung aus der Gestapohaft im April 1934 den Kontakt zu ihm gemieden.

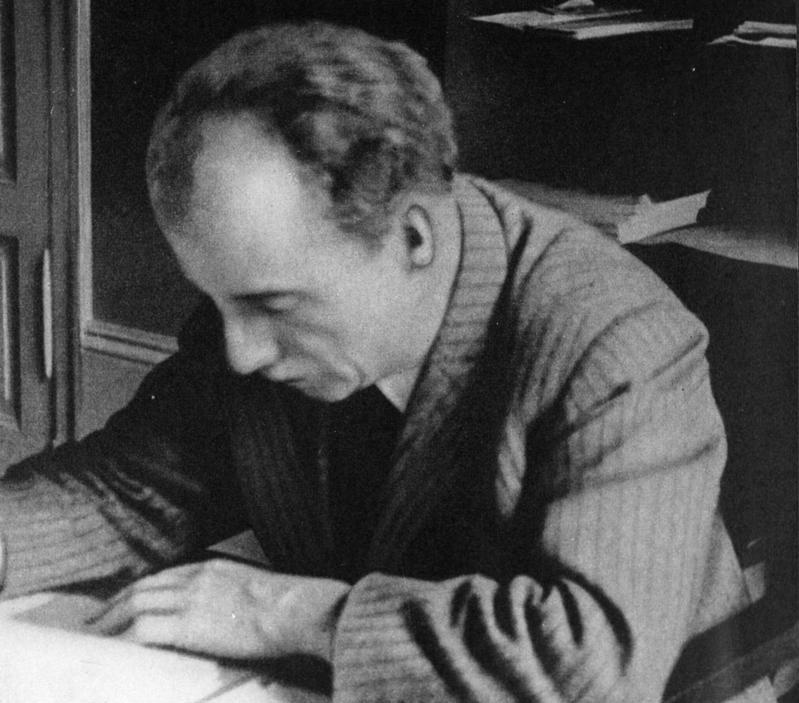
Kurt Huber

Über den Krieg an der Ostfront war Müller informiert, denn sein Schüler Hans Rall berichtete ihm davon während eines Heimaturlaubs. Noch im September 1941 zeigte sich Müller begeistert von den militärischen Eroberungen: „Die bisherigen Erfolge auch auf diesem Schauplatz sind ungeheuer; was man von unsern Neuordnungsplänen hört, geht in Perspektiven, bei denen einem schwindeln kann.“
Über viele Jahre pflegte Müller eine Freundschaft mit dem Philosophie-Professor Kurt Huber, einem engen Vertrauten der Geschwister Scholl, der 1943 hingerichtet wurde, doch nach der Verhaftung seines Freundes im Februar 1943 blieb er untätig. Als Kurt Huber bei seiner Verhandlung Müller als Entlastungszeugen aufrufen lassen wollte, ließ sich dieser nach dem Augenzeugenbericht Falk Harnacks entschuldigen, „er sei dienstlich aus München abwesend“. Nach der Ermordung Hubers unterhielt Müller weiterhin guten Kontakt zu dessen Witwe Clara; das Ehepaar Müller unterstützte Clara finanziell.
Matthias Berg vertrat die These, Müller habe sich ab 1942 langsam vom NS-Regime zurückgezogen. Diese Ablösung resultierte nach Berg jedoch nicht aus der Verurteilung und Hinrichtung Hubers, sondern aus den zunehmenden Misserfolgen des Regimes. Im Spätherbst 1941 war sein Bruder Albert im Krieg gefallen. Nach Berg war dies ein erster persönlicher Anlass, die publizistische Unterstützung für den nationalsozialistischen Krieg zu überdenken. Dieser Meinungswandel wurde allerdings nicht konsequent vollzogen und wirkte sich nicht auf Müllers öffentliches Auftreten aus. Noch im Februar 1943 hielt Müller vor Gauleiter Giesler und Reichsstatthalter Franz Ritter von Epp eine Rede über England. Im März 1943 auf einer „Jungakademiker-Tagung im Luftgaukommando VII“ und im folgenden Jahr in der SS-Junkerschule Bad Tölz hielt er Vorträge zu „Gestalt und Wandel des Reiches“. Im Juni 1944 wurde er zu einem „antijüdischen“ Kongress nach Krakau eingeladen. Dort sollte er einen Vortrag über die „Rolle des Judentums in der Geschichte Deutschlands und ihre Bekämpfung“ halten. Im Zuge der Planungen für den Kongress sollte nicht der slowakische Staatsminister Alexander Mach, sondern Müller über die Judenfrage in Europa referieren. Die Tagung wurde jedoch wegen des Kriegsverlaufes abgesagt. Nach Matthias Berg verdeutlicht die Einladung zum Kongress Müllers Rolle als führender Historiker im nationalsozialistischen Deutschland.
Müller übernahm 1943 die Herausgeberschaft der schweizerischen Literatur- und Kulturzeitschrift Corona. Seine Lehrtätigkeit als Professor setzte er fort. In den letzten beiden Kriegsjahren gehörten Heinz Gollwitzer und Wolfgang Zorn zu seinen wichtigsten Schülern. Zorn schloss seine Promotion bei Müller wenige Tage vor Kriegsende ab. Müllers Wohnung wurde durch einen alliierten Luftangriff zerstört. Ab dem Winter 1943/44 hielt er sich vom zunehmend zerstörten München fern und lebte fast ununterbrochen im oberbayerischen Rottach-Egern am Tegernsee. Im Januar 1945 meldete er sich beim Dekan krankheitsbedingt vom Universitätsbetrieb ab. Ihm wurde vom Arzt eine körperliche wie nervliche Überlastung bescheinigt.

### Nachkriegszeit

#### Entnazifizierung und Verlust aller Ämter und Funktionen
In den ersten Jahren nach dem Krieg war Müller weitgehend isoliert. Seine beiden Söhne waren an der Ostfront in Gefangenschaft geraten. Im Jahre 1944 war Müller als Präsident der Bayerischen Akademie der Wissenschaften von Mariano San Nicolò abgelöst worden. Er hatte vergeblich versucht, eine Wahl des Präsidenten durch die Mitglieder zu verhindern. Später behauptete er, er habe sich freiwillig von der Präsidentschaft zurückgezogen.
Die Akademie warf Müller vor, die Präsidentschaft gegen den Willen der Mitglieder übernommen und ihre institutionelle Autonomie eingeschränkt zu haben. Müller legte am 29. August 1945 eine sechzehnseitige Verteidigungsschrift vor, in der er den Vorwürfen widersprach. Nach seiner Darstellung konnte die Akademie dank seiner Amtsführung „als eine der wenigen überlebenden deutschen Institutionen ohne grundstürzende Veränderung in eine neue Zeit“ eintreten. Sein Wirken als Präsident habe auf Versöhnung abgezielt. Er habe die „positiven“ Aspekte des Nationalsozialismus mit der deutschen Kultur und Geschichte vereinigen wollen. Seine Argumentation konnte in der Akademie nur bedingt überzeugen. Am 23. Dezember 1945 erklärte Müller auch auf Rat einiger Akademiemitglieder gegenüber Mariano San Nicolò seinen „freiwilligen Austritt“ aus der Akademie. Damit erkannte er die Berechtigung der Vorwürfe gegen seine Person jedoch nicht an, vielmehr hielt er seine Verteidigung „im vollen Umfang aufrecht“. Zu Beginn des Jahres 1946 wurde Müller auf Weisung der Militärregierung als Hochschullehrer entlassen. Damit hatte er im Frühjahr 1946 alle seine Ämter und Funktionen verloren. Im März 1946 meldete er sich arbeitslos. Der 63-jährige Müller war für den Erhalt von Lebensmittelkarten als Heilkräutersammler in Rottach-Egern tätig.
Nach Müllers eigener Darstellung, die er im Jahr 1949 gegenüber der Österreichischen Akademie der Wissenschaften über die Jahre zwischen 1933 und 1949 abgab, war es bei der Übernahme der Historischen Zeitschrift seine Absicht, „Altes und Neues auf dem gemeinsamen Boden sachlicher kritischer Wissenschaft zusammenzuführen, aber diese Aufgabe wurde von Jahr zu Jahr schwieriger […]. Eine verwandte Kurve entwickelte sich auch in der Leitung der Bayer. Akademie der Wissenschaften“. Es sei jedoch gelungen, „die Selbständigkeit der Körperschaft, trotz mancher Schwierigkeiten, zu bewahren und ihre Tätigkeit in den kartellierten wie in den eigenen Kommissionen nicht nur aufrechtzuerhalten, sondern weiter auszubauen“.
Im Entnazifizierungsverfahren gab Müller in seinem „Meldebogen“ an, „kein Parteibuch“ zu haben. Er sei nur Anwärter der NSDAP gewesen. Zu seiner Entlastung führte er die „enge Verbindung“ mit Kurt Huber und seinen Schutz für rassisch Verfolgte an. Sich selbst ordnete Müller daher in die Gruppe 4 der Mitläufer ein. Er versuchte seine einflussreiche Stellung als Präsident der Bayerischen Akademie der Wissenschaften umzudeuten, indem er sich als „Schutzmacht“ einer bedrängten wissenschaftlichen Institution inszenierte: Er habe die Eigenständigkeit und die wissenschaftliche Unabhängigkeit der akademischen Institute aufrechterhalten und ihre Mitglieder gegen Anfeindungen und Denunziationen schützen wollen. Müller begann bis zum Frühjahr 1948 eine große Zahl entlastender Zeugnisse zu sammeln. Dabei stammten seine „Persilscheine“ sämtlich von eigenen Schülern und jüngeren Fachgenossen, nicht von seinen Kollegen. Er legte in seinen Bittgesuchen dar, dass sich sein Handeln nach 1933 nicht verändert habe. Von seinem Schüler Fritz Wagner erbat er die Bestätigung, dass er dessen Habilitation und berufliches Fortkommen trotz Wagners christlicher Einstellung gefördert habe. Wagner hob in seinem Gutachten auf Müllers Wissenschaftlichkeit ab und betonte dessen „streng methodisch wissenschaftliche Schulung“. Müller wurde im Februar 1948 als „Mitläufer“ entnazifiziert und mit 2000 RM Strafe belegt. Die Geldstrafe stellte ihn vor finanzielle Schwierigkeiten. Der weitgehend einkommenslose Müller konnte die Spruchkammersühne anscheinend teilweise durch den Verkauf nationalsozialistischer Literatur an Kurt Hubers Witwe Clara bezahlen.
Nachdem Müller seine Strafe entrichtet hatte, begann er im Mai 1948 Ansprüche zu formulieren. Bei der Philosophischen Fakultät der Münchner Universität beantragte er die „Wiedereinsetzung in die Beamtenrechte zum Zwecke der Emeritierung“. Eine Emeritierung wurde ihm vom Kultusministerium jedoch verweigert. Auch die Fakultät konnte angesichts seiner exponierten Stellung im NS-Regime einer Emeritierung nicht zustimmen und beantragte Anfang Juni die Wiedereinsetzung in seine Beamtenrechte zum Zwecke der Pensionierung. Tatsächlich wurde Müller am 5. Juli 1948 durch seinen ersten Doktoranden, den nunmehrigen Kultusminister Hundhammer, pensioniert. Die akademischen Rechte eines emeritierten Professors wurden ihm aber verweigert. Die Versetzung in den Ruhestand bezeichnete Müller 1950 in einem Brief an den ehemaligen Akademieangestellten Wilhelm Reif als „Unrecht“. Er hoffte weiter auf die Umwandlung in eine formelle Emeritierung, die er schließlich nach mehreren Anträgen im Jahr 1956 erreichte. Müller bezog ein jährliches Ruhegehalt von 11.600 DM plus Wohnungszuschuss.

#### Versuche der Rehabilitierung und publizistischer Wiederbeginn
Müllers fast zwei Jahre dauernde Tätigkeit als Heilkräutersammler ließ ihm ausreichend Zeit, sich auf die historische und regionale Publizistik zu konzentrieren. Er begann auch die Arbeit an seinen Lebenserinnerungen bis zum Jahr 1914. Im Juni 1949 veröffentlichte er in der regionalen Kulturzeitschrift Zwiebelturm einen kurzen Beitrag über das ländliche Fischhausen im Jahre 1903. Außerdem arbeitete er an einer Chronik zum 100-jährigen Bestehen der Haindl’schen Papierfabriken. Sein Schüler Zorn besprach die weitgehend ohne Anmerkungen verfasste Chronik positiv. Wilhelm Treue hätte statt „der schönen Beschreibung von Situationen genauere Einzelangaben etwa über wirtschaftliche und soziale Verhältnisse“ gewünscht. Er hielt deshalb eine „Beratung durch einen Wirtschaftshistoriker“ für angebracht.
Trotz Treues Kritik versuchte Müller weiter in der historischen Disziplin wahrgenommen zu werden. Dafür benötigte er aber eine vorzeigbare Arbeit. Er hatte einen historischen Essay über Danton verfasst. Sein bisheriger Hausverlag, die Deutsche Verlags-Anstalt, beglückwünschte ihn „zu Gelingen dieses Kabinettstückchens historischer Essayistik“. Müller drängte deshalb auf eine zügige Veröffentlichung. Im Herbst 1949 erschien sein Danton bei der Deutschen Verlags-Anstalt. Die Besprechungen von Max Braubach und Martin Göhring hoben die Darstellungskunst des Verfassers hervor, vermerkten aber deutlicher als früher die fachlichen Defizite der Arbeit.
Außerdem begann Müller den publizistischen Nachlass einiger einst mit ihm verbundener Opfer des NS-Regimes zu bearbeiten. Müller äußerte sich mehrfach zum Schicksal Cossmans. In einem 1949 veröffentlichten Beitrag für die katholische Zeitschrift Hochland schilderte er Cossmanns Lebensgeschichte und erwähnte eine eigene Schuld, wenngleich sehr abstrakt. Er könne das „Emporsteigen im Martyrium“ Cossmanns, der im „verhältnismäßig beste[n] jüdische[n] Konzentrationslager“ umgekommen sei, nur an seinem „eigenen Versagen“ messen. Müller verfasste 1957 auch den Beitrag über Cossmann in der Neuen Deutschen Biographie. In Cossmanns persönlichem Umfeld wurde Müllers publizistische Arbeit mit Dankbarkeit aufgenommen. Seit Ende der 1940er Jahre trat Müller wieder als Redner auf. In Rottach-Egern hielt er von 1948 bis 1951 Vorträge über bayerische Geschichte, zu denen regelmäßig 100 bis 120 Besucher erschienen. Seit Mitte der 1950er Jahre arbeitete er an einer Fortsetzung seiner Erinnerungen über das Jahr 1919 hinaus. Zwischen 1951 und 1966 erschienen insgesamt drei Bände seiner Autobiographie.
Müllers Wahrnehmung als Fachwissenschaftler blieb nach dem Krieg jedoch gering. Seine älteren Arbeiten sah er in der Nachkriegszeit keineswegs als überholt an. An einer Neuauflage seiner älteren Arbeiten hatten jedoch nicht einmal ihm freundlich gesinnte Verlage Interesse. Seine jüngsten Arbeiten wollte Müller einem größeren Fachkreis bekannt machen. Er wurde Mitglied im neu gegründeten Historikerverband. Im Jahr 1949 besuchte er den Deutschen Historikertag in München. In den Jahrzehnten zuvor hatte Müller hingegen lediglich 1913 den Wiener Historikertag besucht.
Müller konnte auch wieder freundschaftliche Kontakte nach Oxford knüpfen. Der geringe Informationsstand der englischen Historiker gab ihm die Möglichkeit, eine beschönigende Fassung seines Engagements im Wissenschaftsbetrieb des nationalsozialistischen Deutschlands zu verbreiten. Als im März 1948 George Norman Clark Provost am Oxforder Oriel College wurde, nahm Müller Kontakt zu ihm auf und gratulierte zur Wahl. Ihm schilderte er in der weiteren Korrespondenz, dass er die Herausgeberschaft der Historischen Zeitschrift übernommen habe, um das Ende der Zeitschrift und einen Kandidaten der Partei zu verhindern. Es gelang ihm auch, in den Kreis der Oxforder Rhodes Scholars zurückzukehren.
Auch als Zeitzeuge über den Nationalsozialismus blieb Müller wirkmächtig und erhielt viel Aufmerksamkeit. Im Frühjahr 1959 erkundigte sich der jüdische Journalist Hans Lamm über die nationalsozialistische „Judenforschung“. Ihm war unklar, ob es ein oder zwei Institute in München oder Frankfurt gab. Müller grenzte sich in seiner Antwort von der NSDAP ab und hob auf die strenge Wissenschaftlichkeit seines Handelns und des Münchner Instituts ab, die dann zur Gründung in Frankfurt geführt habe. Helmut Heiber besuchte für seine Studie über Walter Frank und das Reichsinstitut für Geschichte des neuen Deutschlands Müller 1959 in Rottach-Egern. Auch Ernst Deuerlein, Georg Franz, Helmut Neubauer und Reginald H. Phelps wandten sich für ihre Studien an ihn.
Große Beachtung fand Müller in den fünfziger und sechziger Jahren durch seine Radiobeiträge im Bayerischen Rundfunk. Er übernahm 1951 die Sendung zum 300. Todestag des Kurfürsten Maximilian I. Nicht nur in den Rundfunkbeiträgen, sondern auch in einer Vielzahl von Artikeln wirkte er für das „Bayerische Volkstum“. Von 1953 bis 1963 war er Mitherausgeber der Heimatzeitschrift Tegernseer Tal und autorisierte mit dem Kürzel KAM. Regelmäßig veröffentlichte er im Merian und in der Zeitschrift Schönere Heimat des Bayerischen Landesvereins für Heimatpflege.
Durch den publizistischen Wiederbeginn hoffte Müller auch auf eine institutionelle Rückkehr bis hin zu einer vollständigen Rehabilitierung. Nach Abschluss seines Entnazifizierungsverfahrens wurde er 1949 einstimmig in die Kommission für bayerische Landesgeschichte wieder aufgenommen. Auch die Österreichische Akademie der Wissenschaften erkannte Müller als Mitglied wieder an. Die Historische Kommission bei der Bayerischen Akademie der Wissenschaften hingegen verweigerte ihm eine erneute Aufnahme. Damit konnte er sich nur schwer abfinden. In einem Brief an Walter Goetz schrieb er im September 1950: „Wenn ich sehe, was sich sonst ringsum an Rehabilitierungen begibt, will mir der dauernde Ausschluß von Srbik und mir gerade aus der Hist. Kommission doch schwer eingehen.“ Auch seine weiteren Bemühungen um Wiederaufnahme in die Kommission und Akademie blieben erfolglos. Immerhin wurde er im Mai 1953 in die Akademie der Schönen Künste gewählt.

#### Letzte Jahre (1961–1964)

Grab von Karl Alexander von Müller auf dem Egerner Friedhof

Im Mai 1961 wurde Müller zusammen mit Franz Schnabel der Bayerische Verdienstorden verliehen. Die Auszeichnung erhielt er von Hans Ehard, dessen zweite Ehefrau Sieglinde Odörfer im Sommersemester 1939 bei ihm promoviert hatte. Müller wurde 1962 Ehrenmitglied des Bayerischen Landesvereins für Heimatpflege. Sein 80. Geburtstag wurde vom Institut für Bayerische Geschichte mit einer kleinen Tagung begangen, und seine Schüler besorgten eine Festschrift. Diese konnte mit Beiträgen seiner Schüler Bosl, Zorn, Raumer und Gollwitzer sowie weiterer bayerischer Landeshistoriker zwei Jahre später erscheinen. Müller starb nach langer Krankheit am 13. Dezember 1964 wenige Tage vor seinem 82. Geburtstag. Er wurde auf dem Friedhof der Kirche St. Laurentius in Egern beigesetzt.

## Wirken

### Veröffentlichungen

#### Wissenschaftliche und populärgeschichtliche Arbeiten
Müllers Dissertation über Bayern 1866 war mit 228 Seiten für damalige Verhältnisse ungewöhnlich umfangreich. Sie blieb seine umfangreichste wissenschaftliche Arbeit. Archivalien hatte er dafür nicht verwendet. Die bayerische Geschichte konzentrierte Müller vor allem auf Otto von Bismarck und die Reichseinigung. Eine Monographie zur bayerischen Geschichte verfasste er nicht. Er setzte auch nicht Riezlers Werk zur „Geschichte Bayerns“ fort. Angesichts der wirtschaftlichen Krise musste der Verlag im Juli 1932 Müller um eine Aufhebung der Vereinbarung bitten. Um den Jahreswechsel 1924/25 erschien von Müller eine Monographie zu Karl Ludwig Sand, dem Mörder von August von Kotzebue. Die Darstellung, die vor dem Hintergrund der politischen Morde an Kurt Eisner († 1919), Matthias Erzberger († 1921) und Walther Rathenau († 1922) entstanden war, wurde mehrmals aufgelegt. Müllers Sympathien galten historisch wie zeitgenössisch dem Attentäter. Wenige Tage nach der Veröffentlichung schickte er Anton Graf von Arco auf Valley, den Mörder Eisners, ein Exemplar. Das Buch kam sowohl beim Publikum als auch bei den Fachleuten an. Der als überaus kritisch geltende Georg von Below würdigte Müller wegen dieser Arbeit als „einen der besten Darsteller, die Deutschland z. Z. überhaupt besitzt“.
Müllers Veröffentlichungen waren überwiegend kurze Aufsätze und Essays, die vor allem wegen ihres Stils gelobt wurden. Er versah seine Essays mit persönlichen Huldigungsadressen, mit denen er nahezu alle wichtigen Vertreter der Geschichtswissenschaft bedachte. Durch Nekrologe und Lobpreisungen trat er in der Öffentlichkeit als Vertreter der Geschichtswissenschaft hervor. Als Nachwuchshistoriker verfasste Müller einen Nachruf auf seinen akademischen Lehrer Karl Theodor von Heigel, seinen Doktorvater Sigmund von Riezler und auf den Amtsvorgänger als Syndikus Karl Mayr. Er veröffentlichte zahlreiche Artikel zu Geburtstagen, etwa zu denen von Dietrich Schäfer, Erich Marcks oder Friedrich Meinecke, und sorgte für die posthume Veröffentlichung der Dissertation Adalbert von Raumers.
Bei der Auswahl seiner Themen war er stets auf Ausgleich bedacht. Sein erster Beitrag in der Historischen Zeitschrift widmete sich 1913 Otto von Bismarck und Ludwig II. im September 1870. Der Beitrag verfolgte ausführlich den bayerischen Anteil an der Reichseinigung, denn, so schlussfolgerte Müller, „um so gewaltiger wächst vor unseren Augen die Arbeit und das Verdienst Bismarcks“. Nach seiner Dissertation wählte Müller den nicht nur für katholische Historiker vielversprechenden Joseph Görres als Forschungsgegenstand. Im März 1912 veröffentlichte er zu ihm eine kurze Briefedition ohne inhaltliche Kommentare. Der Beitrag wurde von Hermann von Grauert, Sigmund von Riezler, Georg Maria Jochner und Max Lenz positiv aufgenommen. Im Herbst 1912 präsentierte Müller in Würzburg auf der Tagung des Gesamtvereins der deutschen Geschichts- und Altertumsvereine erste Ergebnisse seiner Arbeit über Görres. Vor dem Ersten Weltkrieg erhoffte man von ihm eine bedeutende Görres-Biographie. Forschungsbeiträge Müllers blieben jedoch über mehrere Jahre aus. Im Januar 1922 veröffentlichte er in der Unterhaltungsbeilage der Münchner Neuesten Nachrichten mit dem Titel Joseph Görres. Ein deutscher Führer und Prophet einige Auszüge aus Werken von und über Görres. Müllers Führerbegriff blieb unpräzise und gewann seine Attraktivität aus seiner Anschlussfähigkeit. Im Jahr 1926 erschien – passend zu Görres’ 150. Geburtstag – die Habilitationsschrift, die Müller 1917 eingereicht hatte. Die mit Anmerkungen und einem Quellenanhang ausgestattete Arbeit entsprach den wissenschaftlichen Gepflogenheiten. Müller konzentrierte sich darin gänzlich auf Görres’ Aufenthalt in Straßburg von Oktober 1819 bis Mai 1820, ohne diesen in das weitere Leben und Wirken des Gelehrten einzuordnen. Die sprachlich überzeugende Arbeit war keine problemorientierte Analyse. Die Habilitation warf keine neuen Fragen auf und wollte keine Kontroversen in der Fachwelt erzeugen, sondern war vor allem konsensorientiert ausgerichtet. Sie entsprach der gängigen Görres-Rezeption in der Zeit der Weimarer Republik als „Seher und Rufer zu nationalem Selbstbewußtsein“.
Müllers Veröffentlichungen richteten sich vor allem an ein größeres Publikum. Mit Erich Marcks gab er das dreibändige Sammelwerk „Meister der Politik“ heraus. Laut Vorwort sollten damit „die entscheidenden Schicksalsstunden der Geschichte“ beleuchtet werden. Das Werk hatte einen unmittelbaren Gegenwartsbezug. An Persönlichkeiten der Geschichte sollte der Bedarf an Führungspersonen auch in der Gegenwart aufgezeigt werden. Das Werk bündelte Essays namhafter Historiker wie Karl Hampe, Erich Brandenburg oder Willy Andreas zu einer Reihe von historischen Persönlichkeiten von Perikles bis zu Otto von Bismarck. Die ersten beiden Bände erschienen 1921/22 und hatten einen Umfang von knapp 1400 Seiten. Ausgesprochen positiv fiel die Besprechung von Karl Brandi in der Historischen Zeitschrift aus. Er beklagte jedoch das Fehlen von Beiträgen zu Cecil Rhodes, dem britischen Premierminister William Pitt dem Älteren und Joseph Chamberlain. Diese Kapitel hätte Müller schreiben sollen. Im dritten Band, der 1923 erschien, war Müller mit einer mehr als hundert Seiten umfassenden Studie über William Pitt auch als Autor vertreten. Es blieb Müllers einziger längerer Beitrag zur englischen Geschichte. Die „Meister der Politik“ stießen auf hohe Akzeptanz beim Publikum. Der Publikumserfolg von Müllers Arbeiten steigerte wiederum seine Anerkennung als wissenschaftlich ausgewiesener Historiker.
Müller übernahm 1925 die Bearbeitung des dritten Bandes der „Denkwürdigkeiten der Reichskanzlerzeit des Fürsten Chlodwig zu Hohenlohe-Schillingsfürst“. Die Edition wurde 1931 veröffentlicht. Die Verkaufserwartungen des Verlages erfüllten sich jedoch nicht. Zu den „Denkwürdigkeiten“ hielt Müller im Juni 1931 einen Vortrag bei der Bayerischen Akademie der Wissenschaften. Die Edition und der veröffentlichte Vortrag zählen zu seinen wenigen wissenschaftlichen Veröffentlichungen.
Als neuer Lehrstuhlinhaber verlagerte Müller seinen Schwerpunkt von der Entwicklung Preußens zur „Bedeutung Bayerns für die geistige Kultur Deutschlands“. Seit 1933 versuchte er die jungen nationalsozialistisch orientierten Historiker mit den klassisch nationalen und nationalistischen Geschichtsprofessoren in einer einträchtig harmonisierten Geschichtswissenschaft für den NS-Staat zusammenzubringen. Sein Engagement für den Nationalsozialismus barg aber auch die Gefahr einer Entfremdung von seinen bisherigen Kollegen. Seine Bindung an die historiographische Disziplin des späten Kaiserreichs versuchte Müller durch seine im Frühjahr 1935 erschienene Publikation der Zwölf Historikerprofile zu dokumentieren. Darin bündelte er seine Nachrufe und Geburtstagswünsche. Die Beiträge behandelten Müllers Förderer und Lehrer Marcks, Meinecke, Heigel und Riezler. Er widmete sie seinen Schülern. Der Sammelband fand nicht nur in der älteren Generation Zuspruch, sondern wurde auch von seinen Schülern positiv aufgenommen.
Müllers beruflicher Aufstieg brachte ihm zahlreiche Verlagsangebote ein. Seine Zusagen hielt er jedoch oft nicht ein. Die zahlreichen Ämter führten auch dazu, dass Müller zwischen 1936 und dem Kriegsbeginn kaum noch publizierte. In den 1950er Jahren veröffentlichte Müller wieder zahlreiche Beiträge, doch blieben wissenschaftliche Arbeiten eine seltene Ausnahme. Seine 1949 veröffentlichte Darstellung zu Georges Danton entsprach Müllers historiographischem Profil der 1920er Jahre. Anhand des Beispiels Danton beschrieb er das Wirken einzelner „großer“ Männer, die die jeweilige Zeit geprägt hätten. Für seine Arbeit wählte er die „freiere Form eines geschichtlichen Essays, dem die Rüstung quellenmäßiger Einzelbelege nicht zu Gesicht“ stehe.

#### Memoiren
Müllers Memoiren Aus Gärten der Vergangenheit: 1882–1914 (1951), Mars und Venus: 1914–1919 (1954) sowie der von seinem Sohn Otto Alexander von Müller aus dem Nachlass herausgegebene Band Im Wandel einer Welt: 1919–1932 (1966) sind eine traditionelle Autobiographie mit stark rechtfertigendem Charakter. Sie bricht 1932 ab, auf eine Darstellung der Zeit von 1933 bis 1945 verzichtete er. Müller spricht lediglich davon, „Beute des Nationalsozialismus“ geworden zu sein. Die Schilderung der Zeit, in der die Nationalsozialisten aufstiegen, erweckt beim Leser den Eindruck, der Autor sei ein nur marginal belasteter Gelehrter.
Die Memoiren wurden vor allem in der Tagespresse positiv rezipiert und erreichten hohe Absatzzahlen. Der erste Band war nach Müllers Propagandaschrift Deutschland und England sein größter Erfolg beim Publikum. Müllers Memoiren gaben mehreren Generationen deutscher Bildungsbürger einen gemeinsamen Bezugspunkt für die Erinnerung. Sie entsprachen dem Bedürfnis einer verunsicherten Generation nach Erinnerung an eine Zeit ohne Nationalsozialismus und Weltkriege.

### Einsatz in der Kriegspublizistik

#### Im Ersten Weltkrieg und in der Weimarer Republik
Ab 1910 war Müller Mitarbeiter der Süddeutschen Monatshefte. Zwischen 1914 und 1933 war er mit Paul Nikolaus Cossmann ihr Herausgeber. Die Zeitschrift und ihre beiden Herausgeber befassten sich zwischen 1919 und 1925 vorrangig mit dem Kampf gegen den Versailler Vertrag und gegen die „Kriegsschuldlüge“. Diese Phase endete nach Hans-Christof Kraus mit dem Münchner Dolchstoßprozess. Daraufhin konzentrierte sich die Zeitschrift wieder mehr auf kulturelle und gesellschaftliche Themen. In den folgenden Jahren nahm die Zahl der Beiträge Müllers in den Süddeutschen Monatsheften stetig ab.
Im September 1914 konnte das erste „Kriegsheft“ der Süddeutschen Monatshefte erscheinen. Durch die „Kriegshefte“ wandelte sich das zunächst kulturell ausgerichtete Blatt zu einem Kampfblatt gegen Reichskanzler Theobald von Bethmann Hollweg. Müller legte bis 1918 ein Dutzend Beiträge vor, die seinen Ruf als politischer Publizist begründeten. Im Ersten Weltkrieg sah Müller in England den „bittersten Feind“ und den „eigentlichen Schuldigen dieses Krieges“. Als Motive Englands machte er Neid und Herrschsucht aus. Müller trat im Gegensatz zu Walter Goetz, Friedrich Meinecke und Hermann Oncken publizistisch auch für eine Kriegsverschärfung ein.
Auch nach dem Kriegsende und der Novemberrevolution 1918 setzte Müller seine publizistische Tätigkeit unverändert fort. Im Dezember 1918 befasste er sich in den Süddeutschen Monatsheften mit dem „Ende der deutschen Flotte“. Unbegreiflich war ihm die Weigerung der Matrosen, den Krieg fortzuführen. Er hielt einen deutschen Sieg auch im Herbst 1918 noch für möglich. Es sei ohne Beispiel, dass „eine mächtige Flotte […] ungeschlagen, in voller Ordnung auf den Befehl des Feindes kampflos selbst in dessen Gefangenschaft zog und ihre Farben auf immer senkte, ohne sie zu verteidigen.“ Er vertrat gemeinsam mit Cossmann publizistisch die Vorstellung eines anhaltenden „Kriegs im Frieden“. Nach Müllers Aussagen aus dem Jahr 1940 wurde der Krieg „abgelöst von einem Frieden, der keiner war; nun folgt diesem abermals der Krieg“. Die Grundkonstanten, in denen Müller die Ursachen der katastrophalen Entwicklungen sah, waren fehlende Einheit, fehlendes Ziel und eine ungeeignete Herrschaftsform. In seinem 1920 veröffentlichten Beitrag für die Juli-Ausgabe der Süddeutschen Monatshefte behauptete er, Deutschland sei vor allem im Krieg von „zersetzenden inneren Parteiungen“ geteilt gewesen. Sowohl für die Kriegs- als auch für die Nachkriegszeit sei ein Mangel an einem „schöpferischen Ziel“ zu konstatieren. Den Parlamentarismus in der damaligen Form habe man nur infolge der Niederlage angenommen.

#### Im Nationalsozialismus

##### Engagement in der Kriegspropaganda gegen England
Im Jahr 1938 veröffentlichte Müller eine Einführung zur deutschen Ausgabe von George Macaulay Trevelyans Edward Grey. Er sandte den Band an den Premierminister Neville Chamberlain und dessen Vorgänger Stanley Baldwin. Außerdem hoffte er auf Wahrnehmung in der Times. Nach seinen Worten war seine Einleitung „der erste Versuch, der Persönlichkeit Greys auch vom deutschen Standpunkt aus gerecht zu werden“. Die erhoffte Resonanz in der Times blieb jedoch aus. Nach Matthias Berg hat Müllers enttäuschte Hoffnung auf Rezeption in England dazu beigetragen, dass er sich auf die Kriegspropaganda gegen England konzentrierte. Im August 1939 hielt Müller auf den Salzburger Wissenschaftswochen den Vortrag Das englische Weltreich und Großdeutschland im Wandel der Jahrhunderte. Die daraus entstandene Broschüre Deutschland und England. Ein weltgeschichtliches Bild konnte im September 1939 im Berliner „Ahnenerbe-Stiftung-Verlag“ erscheinen. Die Broschüre wurde in allen Parteistellen beworben. Das Auswärtige Amt hatte schon bei Erscheinen der Propagandaschrift 5.000 Exemplare angefordert. Bereits ein Jahr später waren über 120.000 Exemplare verkauft. Von diesem Erfolg profitierte Müller auch finanziell spürbar. Er erhielt vom Verkaufserlös zehn Prozent. Siegfried A. Kaehler meinte 1946 rückblickend, Müller habe in seiner „wahnsinnigen Englandrede“ im Sommer 1939 „völlig den Kopf verloren und eine Rede über die nächste Zukunft gehalten, die man dem guten Englandkenner vorher nicht zugetraut“ habe. In einer Rede, die Müller 1943 vor dem bayerischen Gauleiter Paul Giesler und dem Reichsstatthalter Bayerns Franz Ritter von Epp hielt, bezeichnete er England als den eigentlichen „Feind auf Leben und Tod“, der erst den „Bolschewismus des Ostens“ und die „Plutokratie jenseits des Atlantischen Ozeans“ gegen Deutschland in den Krieg getrieben habe.

##### Neuordnung Europas
Ab 1940 begann sich Müller für eine Neuordnung Europas im Sinne des nationalsozialistischen Deutschlands zu betätigen. Am 30. Januar 1940 und damit zum siebten Jahrestag der nationalsozialistischen Machtübernahme verfasste er für den Völkischen Beobachter einen Beitrag mit dem Titel Warum Deutschland siegen muß? Die geschichtlichen Grundlagen des deutschen Sieges. Darin skizzierte er seine Vorstellung eines unter deutscher Führung „geordneten Europas“. Es gehe um „das begrenzte Ziel eines von der verantwortlichen deutschen Mitte aus auf den neuen sozialen Grundlagen organisch geordneten Europas als einer Schicksalsgemeinschaft historisch erwachsener Völker, deren jedes nach seiner Kraft und nach seiner Eigenart Lebensraum und Freiheit zur eigenen Schöpfung besitzt und für deren Gesamtheit, bei der rassischen Stärke und Begabung unseres Erdteils, dadurch eine neue unerhörte Möglichkeit weltweiter Auswirkung sich eröffnet“. Im Jahr 1940 beteiligte sich Müller an einem weiteren Propagandaprojekt des „Ahnenerbes“. Er übernahm Konzeption und Gestaltung des Themenbereichs „19. Jahrhundert“ für die Ausstellung „Deutsche Größe“. Dabei übertraf er die Erwartungen des Veranstalters, der ihn daher auch mit der Abfassung des Einleitungskapitels für den Ausstellungskatalog betraute. Dort skizzierte Müller den bisherigen Geschichtsverlauf als wiederkehrende Abfolge von Auf- und Niedergängen. Durch das Hitlerreich sei diese Entwicklung unterbunden worden. Adolf Hitler habe „kaum vierzehn Jahre nach Versailles einen neuen starken, den ersten völkischen deutschen Staat“ errichtet und wolle nun auch eine „neue Ordnung Europas“ schaffen. Die Ausstellung wurde im November 1940 in München eröffnet und in verschiedenen deutschen Städten sowie in Brüssel, Prag und Straßburg gezeigt und zog mehr als 650.000 Besucher an. Nach Karen Schönwälder war die Ausstellung „schlichteste Geschichtspropaganda im Dienste der Apologie nationalsozialistischer Herrschaft“.
Die militärischen Erfolge bewogen Müller dazu, sein publizistisches Engagement für das nationalsozialistische Deutschland noch zu steigern. Für die Zeitschrift des Nationalsozialistischen Deutschen Studentenbundes verfasste er einen Beitrag über die „deutsche Geschichtswissenschaft im Krieg“, den er mit ungewohnter Pünktlichkeit ablieferte. Im Juli 1940 stellte die Reichsleitung der NSDAP den Antrag, Müller von den Prüfungsverpflichtungen zu entlasten. Im September 1940 reichte er den Artikel ein. Ab Januar 1941 arbeitete er für das Reichsministerium für Volksaufklärung und Propaganda an „einem populären historischen Werk über die Entwicklung des Deutschen Reiches“. Das Werk konnte nach Matthias Berg wohl aufgrund der Unzuverlässigkeit Müllers als Autor nicht erscheinen. Im April 1941 beauftragte das Amt Rosenberg Müller, „an Hand des Materials der Ausstellung einen grösseren Bilderatlas zur deutschen Geschichte“ herauszubringen. Für die Mitarbeit erhielt er das großzügige Honorar von 3000 RM. Sein längerer Beitrag im Bilderatlas zur Deutschen Geschichte wurde Ende 1944 von Rosenbergs Dienststellenleiter Hans Hagemeyer herausgegeben. In seinen Ausführungen knüpfte Müller an seine frühere Behandlung der Thematik an, betonte aber anders als bisher deutlich Deutschlands Kampf an „zwei Fronten“, gegen „marxistischen Bolschewismus“ und die „demokratische Plutokratie“.

### Tätigkeit als Wissenschaftsorganisator

#### Förderung der nationalsozialistischen „Judenforschung“
Müllers Schüler Walter Frank wurde im Sommer 1936 zum Präsidenten des neu geschaffenen Reichsinstitut für Geschichte des neuen Deutschlands berufen, worauf er seinem Lehrer die Leitung der neuen „Forschungsabteilung Judenfrage“ übertrug. Die Gründung war nach Müllers Eröffnungsrede vom November 1936 „selbst ein Akt der Revolution, der großen nationalsozialistischen Revolution Adolf Hitlers“. Die Forschungsabteilung solle „als erste die wissenschaftlichen Pioniere rüsten zu den Fahrten in ein vielfach unbekanntes Land“. Die Geschichtswissenschaft könne „nicht die unmittelbaren Kämpfe um die Macht führen“, aber „Waffen kann sie schmieden für sie, Rüstungen kann sie liefern, Kämpfer kann sie schulen“. Die Forschungsabteilung erfülle als „Waffenstätte“ ihren Zweck. In die Arbeit der Abteilung brachte sich Müller nicht in besonderem Maß ein, inhaltliche Beiträge zur „Judenforschung“ leistete er nicht. Doch waren fast alle Autoren (Wilfried Euler, Clemens Hoberg, Hermann Kellenbenz, Walter Frank, Wilhelm Grau und Klaus Schickert) in der Abteilung des Reichsinstituts und im später von Alfred Rosenberg gegründeten Institut zur Erforschung der Judenfrage Schüler Müllers. Bereits im Mai 1935 hatten sich Frank und Müller darauf verständigt, „fähige Köpfe“ unter den Schülern Müllers zu rekrutieren. Aus diesem Kreis ging ein Großteil der nationalsozialistischen „Judenforschung“ hervor.

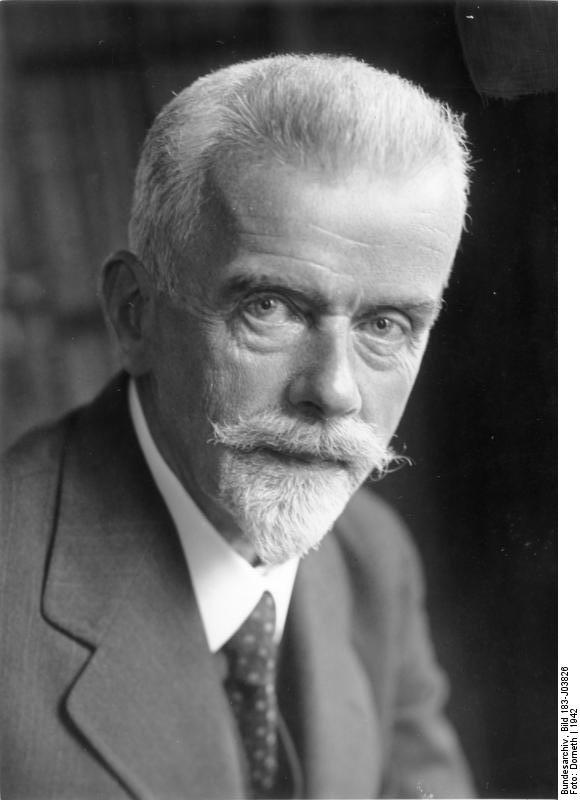
Arnold Oskar Meyer (1942)

Im Wissenschaftsbetrieb berücksichtigte Müller politische Anliegen der Nationalsozialisten auch auf Kosten der Qualität. Er förderte trotz fehlender fachlicher Qualifikation die Habilitation von Wilhelm Grau, des Geschäftsführers der Forschungsabteilung Judenfrage. Arnold Oskar Meyer hatte im März 1936 ein vernichtendes Gutachten über Graus Habilitationsschrift geschrieben, die Wilhelm von Humboldt und das Problem des Juden behandelte. Neben stilistischen Mängeln kritisierte Meyer die unklare Abgrenzung der Begriffe Aufklärung und Judentum. Zudem war nach Meyer Graus These „von der zerstörenden Wirkung des Judentums auf Humboldt unhaltbar“. Mit Meyers Gutachten war Graus wissenschaftliche Reputation und die seiner Forschungsabteilung gefährdet. Müller hob in seinem Gutachten auf Graus leitende Position in der neuen Forschungsabteilung ab; aus seiner Sicht gehörten Habilitation und Geschäftsführung zusammen. Als Mittelweg schlug Müller für den Nachweis der wissenschaftlichen Befähigung vor, dass auf die Lehrbefugnis verzichtet werde. Er würdigte das Buch als einen ersten „bahnbrechenden Versuch“ in diesem Themenfeld. Die stilistischen Mängel konnten nach seinem Urteil nicht „den Gesamteindruck einer gründlichen und gewissenhaften Arbeit“ erschüttern. Der Mittelalterhistoriker Rudolf von Heckel folgte im Endurteil Müllers Empfehlung. Fast zwei Jahre nach Einreichung des Habilitationsgesuches konnte Grau im August 1937 trotz ungünstigen Verlaufs der Habilitationsprüfung vor allem dank der Fürsprache Müllers an der Philosophischen Fakultät habilitiert werden. Müller förderte auch weitere Arbeiten im Bereich der aufstrebenden „Judenforschung“ und verhinderte unerwünschte Beiträge.

#### Herausgeber derHistorischen Zeitschrift(1935–1943)
Nach der nationalsozialistischen Machtübernahme wurde die Position Friedrich Meineckes, eines überzeugten linksliberalen Anhängers der Weimarer Republik, als Herausgeber der Historischen Zeitschrift zunehmend unhaltbar. Einen Wechsel im Herausgeberamt betrieb vor allem der Verleger des Periodikums, Wilhelm Oldenbourg, der dabei sowohl Altersgründe als auch Meineckes politische Einstellung geltend machte. Überdies fürchtete Oldenbourg die Gründung einer nationalsozialistischen Konkurrenzzeitschrift. Unter dem Druck vermeintlicher oder wirklicher wirtschaftlicher Interessen beugte er sich dem Druck der neuen Machthaber und suchte nach einem neuen Herausgeber. In der Diskussion um die Nachfolge Meineckes war Müller nach Gerhard A. Ritters Analyse (2006) „trotz seiner engen Verbindungen zum Verleger und zur Partei eher eine allerdings wichtige Figur auf dem Schachbrett als eine treibende Kraft“. Für Albert Brackmann kam nur Müller für die Position in Betracht, obwohl ihm nach Brackmanns Meinung Führereigenschaften fehlten. Oldenbourg äußerte dazu einen Vorbehalt: „Was die Persönlichkeit von Herrn Prof. K. A. von Müller anbelangt, so würde sein Name zweifellos eine Zierde für die H.Z. sein, aber wir müssen uns darüber im Klaren sein, dass irgendwelche Arbeit, vor allem regelmässige und pünktliche Arbeit, von ihm nicht geleistet werden würde.“ Auch Meinecke selbst fand Müller für die ihm zugedachte Stellung als Herausgeber zu „weich und zu wenig arbeitsam“. Als mögliche Kandidaten waren zwischen Oldenbourg, dem Leiter der Filiale des Verlages in Berlin, Max Bierotte, und weiteren Historikern auch Fritz Hartung, Rudolf Stadelmann und Helmut Berve im Gespräch. Am 11. April 1935 vollzog Oldenbourg die endgültige Trennung von Meinecke, doch war immer noch kein Nachfolger gefunden. Bei der Entscheidung für Müller spielten vor allem die bekennenden Nationalsozialisten Günther Franz und Walter Frank eine wesentliche Rolle. Oldenbourg sprach sich trotz Bedenken für ihn aus: „Es wäre mir ja auch an sich weitaus am liebsten, wenn er die Zeitschrift übernähme, wenn ich nicht andererseits wüsste, dass er einerseits überlastet und andererseits sehr unpünktlich ist.“ Ausschlaggebend war dann ein Brief, den Walter Frank als „Referent für Geschichte beim Stellvertreter des Führers und beim Beauftragten des Führers für die gesamte weltanschauliche Erziehung der NSDAP“ am 24. Mai 1935 an den Verleger Oldenbourg richtete. Er schlug Müller als Leiter und als Mitherausgeber Erich Marcks und Heinrich von Srbik vor. Schließlich wurde Müller alleiniger Herausgeber und Walther Kienast musste die redaktionelle Arbeit leisten.
Zu den ersten Maßnahmen des neuen Herausgebers gehörte, die Zeitschrift „judenfrei“ zu machen. Nach einem Brief an Wilhelm Engel vom November 1936 war Müller selbst „überrascht und erschreckt, wie viele Juden hier eingenistet waren, oft unter ganz harmlos klingenden Namen. Es war oft nicht leicht, Gewissheit zu erhalten; aber die Säuberung war dringend notwendig.“ Nach einer Briefäußerung Walther Kienasts an Wilhelm Oldenbourg vom November 1935 war unter dem neuen Herausgeber Müller die „Gleichschaltung […] doch etwas stärker ausgefallen, als manche es zunächst erwartet haben“.
Müller strebte nach einer möglichst breiten Repräsentanz der Historischen Zeitschrift. Ihm ging es um eine für den Nationalsozialismus geeinte Wissenschaft, wobei er die Rolle des Bindeglieds zwischen traditionellen und nationalsozialistischen Historikern übernehmen wollte. Bereits in seinem Geleitwort zum ersten Heft bekannte er sich zur aktiven Unterstützung der Geschichtswissenschaft für das Regime. Die deutsche Geschichtswissenschaft komme nicht mit leeren Händen zum neuen deutschen Staat und seiner Jugend. Als erster Aufsatz erschien im ersten Heft unter Müller Walter Franks Beitrag Zunft und Nation. Es war Franks Rede zur Eröffnung seines Reichsinstituts für Geschichte des neuen Deutschlands. Er legte darin seine Vorstellungen einer nationalsozialistischen Geschichtswissenschaft dar und griff seine gegenüber dem „neuen Deutschland“ kritisch eingestellten Kollegen aufs Schärfste an. Im anschließenden Beitrag untersuchte Erwin Hölzle das Volks- und Rassenbewusstsein in der englischen Revolution. Mit seinem Vorgehen erntete Müller den Zuspruch Heinrich von Srbiks und Arnold Oskar Meyers. Im zweiten Heft setzte er seinen Kurs fort. Arnold Oskar Meyer übernahm mit einer ausführlichen Besprechung zur Aktenveröffentlichung über die auswärtige Politik Preußens 1858–1871 den Part der traditionellen Geschichtswissenschaft. Mit Kleo Pleyer und Ernst Anrich kamen zwei Vertreter der nationalsozialistischen Ausrichtung zu Wort. Außerdem wurde in diesem Heft die von Wilhelm Grau betreute Rubrik „Geschichte der Judenfrage“ eingerichtet.
Die Vorworte der Historischen Zeitschrift versah Müller mit tagespolitischen Einleitungen zum „Anschluss“ Österreichs 1938 oder zur Situation nach dem Frankreichfeldzug 1940 und mit Lobreden auf den Führer. Den 158. Band leitete er mit seinem Vorwort Zum 10. April 1938 ein. Nach Müllers Worten war es das erste Heft, das „in dem neuen Großdeutschen Reich“ erschien. Mit dem Anschluss werde „eine der bittersten Wunden unsrer Vergangenheit geheilt, ist das letzte schwere Vermächtnis der halbtausendjährigen einzelstaatlichen Zersplitterung unsres Volkes abgeschlossen.“ Ab dem Beginn des Krieges konzentrierten sich die Beiträge auf die neuere Militärgeschichte. Den 166. Band aus dem Jahr 1942 dominierte ein ausführlicher Nachruf von Walter Frank auf den Musternationalsozialisten Kleo Pleyer.
Nach einer quantitativen Analyse von Ursula Wiggershaus-Müller zeigen in der gesamten NS-Zeit 44 Aufsätze – ein Anteil von 15,6 Prozent – eine nationalsozialistische Tendenz. Keiner von ihnen erschien unter der Herausgeberschaft Meineckes. Dagegen wurden gleich im ersten Heft nach Müllers Amtsantritt sieben Aufsätze dieser Kategorie publiziert, was einem prozentualen Anteil von 27 Prozent entspricht. Nach Andreas Fahrmeir durchlief die Historische Zeitschrift unter Müller einen Wandel von einer wissenschaftlichen Zeitschrift „zu einem Organ, in dem häufiger historische Appelle von geringem wissenschaftlichen Innovationsgrad und einer bemerkenswerten quellenkritischen Naivität erschienen, die belegen wollten, daß Deutschland den vergangenen Weltkrieg nicht wegen des Versagens der eigenen Eliten oder einer strukturellen Unterlegenheit, sondern allein wegen des mangelnden Siegeswillens verloren hatte“.
Mit Ausnahme seiner Geleit- und Vorworte war Müller selbst in der Zeitschrift kaum mit Beiträgen vertreten. Im Jahr 1935 erschien von ihm ein Aufsatz unter dem Titel Ein unbekannter Vortrag Rankes aus dem Jahr 1862, der im Wesentlichen aus einem Text Leopold von Rankes bestand, den Müller mit einer kurzen Einleitung und einem Nachwort versah. Ähnlich ging Müller auch bei der Veröffentlichung von Texten Heinrich von Sybels vor. Damit wollte er seine Zugehörigkeit zur historischen Disziplin hervorheben.
Im Jahr 1943 organisierte Müller ein Doppelheft zu Ehren von Meinecke, der seinen 80. Geburtstag beging. Das erste Meinecke gewidmete Heft vereinte Beiträge von Fritz Hartung, Rudolf Stadelmann, Heinrich von Srbik, Wilhelm Mommsen, Gerhard Ritter, Siegfried A. Kaehler und Willy Andreas. Nationalsozialistische Historiker waren nicht beteiligt. Müllers Annäherung an seinen Vorgänger sieht Berg als Beginn einer „Ablösung“ vom Nationalsozialismus. Die Historische Zeitschrift wurde 1943 mit dem Band 168 kriegsbedingt eingestellt.

#### Präsident der Bayerischen Akademie der Wissenschaften (1936–1943)
Die Machtübernahme der Nationalsozialisten brachte für die wissenschaftlichen Akademien zunächst keine einschneidenden Änderungen. Durch den unerwarteten Wechsel des amtierenden Präsidenten Leopold Wenger nach Wien ergaben sich für die Machthaber neue Gestaltungsmöglichkeiten. Die Akademie verlor ihr Recht auf die Wahl des Präsidenten. Im Juni 1935 unterband das Kultusministerium eine von der Akademie anberaumte Präsidentenwahl. Im Januar 1936 wurde durch Satzungsänderung die Ernennung des Präsidenten auf den Reichswissenschaftsminister übertragen. Die Akademie konnte lediglich eine geeignete Persönlichkeit vorschlagen. Obwohl Müller bisher als Akademiemitglied nicht in besonderem Maße hervorgetreten war, schlug ihn das bayerische Kultusministerium im November 1935 dem Reichswissenschaftsminister vor. Am 2. März 1936 wurde er zum Akademiepräsidenten ernannt. Die Akademie hatte sich in ihrem eigenen Vorschlag hingegen für Eduard Schwartz ausgesprochen.
Im Juni 1937 hielt Müller seine erste Ansprache als Präsident, wobei er den NS-Staat und Adolf Hitler verherrlichte. Als Akademiepräsident setzte Müller den Ausschluss der jüdischen Mitglieder konsequent und noch vor den ministeriellen Anordnungen um. Anfang September 1938 erteilte er Kanzleisekretär Gottlob Klingel den „vertraulichen“ Auftrag, in Frage- und Personalbögen festzustellen, „welche der gegenwärtigen Mitglieder Juden oder jüdische Mischlinge, jüdisch versippt, und Mitglieder einer Freimaurerloge oder einer anderen logenähnlichen Organisation waren bzw. sind“. Noch vor Eintreffen des entsprechenden Erlasses vom 15. November 1938 meldete das bayerische Kultusministerium beim Reichswissenschaftsministerium, dass den vier nichtarischen Mitgliedern Lucian Scherman, Alfred Pringsheim, Richard Willstätter und Heinrich Liebmann mitgeteilt worden sei, dass „sie der Akademie nicht mehr angehören können“. Im nächsten Jahr wurden die „jüdisch versippten“ Mitglieder zum Rücktritt gedrängt.
Größere inhaltliche Änderungen in der Akademie sind unter Müllers Präsidentschaft nicht auszumachen. Die laufenden Projekte wurden fortgesetzt. Durch den Krieg verschlechterte sich allerdings die finanzielle Lage.

## Rezeption in der Nachwelt

### Wissenschaftliche Nachwirkung
In der Nachwelt hat Müller eine gewisse Bekanntheit als Herausgeber der Historischen Zeitschrift und als Münchener akademischer Lehrer, da nach dem Ersten Weltkrieg spätere NS-Größen in seinen Veranstaltungen saßen. Anders als Gerhard Ritter mit seiner Stein-Biographie oder Friedrich Meinecke mit seiner Darstellung Weltbürgertum und Nationalstaat blieb Müller nicht mit einem „großen Buch“ in Erinnerung. Er war als Wissenschaftler keine prägende Persönlichkeit. Von ihm ging keine inhaltliche oder methodische Orientierung für die Geschichtswissenschaft aus. Durch den Wandel der Geistes- und Kulturwissenschaften seit den 1960er Jahren war Müllers Geschichtsschreibung nicht mehr zeitgemäß. Nur noch als Verfasser von Schriften über die bayerische Heimat und seiner Autobiographie fand er Anerkennung. Vor allem angesichts des grundlegenden methodischen und thematischen Wandels in der Geschichtswissenschaft versuchten seine Schüler Kontinuität herzustellen und eine vermeintlich ungebrochene wissenschaftliche Tradition zu demonstrieren.
Müllers in den 1950er Jahren veröffentlichte Lebenserinnerungen werden in der Geschichtswissenschaft oft als Zeugnis über München und Bayern im frühen 20. Jahrhundert zitiert. Der Augenzeugenbericht zum Hitlerputsch 1923 im dritten Band ist eine wichtige Quelle für die frühe NS-Geschichte. Für Matthias Berg hat sich Müller nicht mit seinen wissenschaftlichen Veröffentlichungen, sondern mit der Autobiographie seinen Rang als Historiker verschafft.

### Diskussion über Müllers Rolle im Nationalsozialismus
Viele Zeitgenossen nahmen Müller nicht als Nationalsozialisten wahr. Seine akademischen Schüler suchten nicht die kritische Auseinandersetzung mit ihrem Lehrer, sondern huldigten ihm bereits zu seinen Lebzeiten devot. Noch 1952 sagte Theodor Schieder in einer Rede zu Müllers siebzigstem Geburtstag: „Es ist lange her, daß wir zu Ihren Füßen sitzen durften.“ Wilhelm Fichtl, ein weiterer Schüler, schrieb Müller 1951 nach einem von dessen Vorträgen im Bayerischen Rundfunk, er habe „im Radio plötzlich, ohne darauf gefasst zu sein, ‚die Stimme meines Herrn‘“ vernommen. Schieder wies wenige Tage nach Müllers Tod in einem Brief an Kurt von Raumer den Vorwurf des „moralischen Versagens“, der dem Verstorbenen wegen seines Verhaltens zwischen 1933 und 1945 gemacht worden war, vehement zurück. Noch 1982 – zum 100. Geburtstag – legten mehrere seiner Schüler, darunter Theodor Schieder, Fritz Wagner, Wolfgang Zorn, Heinz Gollwitzer und Karl Bosl, einen frischen Kranz auf sein Grab.
Müllers Schüler Heinz Gollwitzer und Karl Bosl betonten in ihren Nachrufen, dass ihr Lehrer kein Nationalsozialist gewesen sei. Theodor Schieder bemühte sich als Herausgeber der Historischen Zeitschrift um einen „würdigen“ Nachruf. Er selbst wollte diesen nicht schreiben, weil „mein Verhältnis zu Müller ein so persönliches gewesen ist, dass dies so bekannt ist, dass ich besser in diesem Falle nicht unmittelbar hervortrete“. Hermann Heimpel, der zunächst für den Nachruf angefragt war, erklärte sich im September 1965 außerstande dazu. Deshalb wandte sich Schieder an Heinz Gollwitzer, der dann der Bitte des Herausgebers nachkam. Gollwitzer beschrieb Müller als einen Nationalkonservativen, der sich gegenüber dem Nationalsozialismus passiv verhalten habe und zum Eintritt in die NSDAP gezwungen worden sei. Im März 1968 löste Gollwitzers Nachruf einen Skandal aus: Geschichtsstudenten der Freien Universität Berlin beschwerten sich über die ihrer Meinung nach beschönigende Darstellung und verschickten eine Protestresolution mit Unterschriftenliste an alle Historischen Seminare in Deutschland. Weitaus kritischer als Gollwitzer, aber auch mit einem gewissen Respekt urteilte Helmut Heiber in seinem 1966 veröffentlichten Buch über Walter Frank und sein Reichsinstitut für Geschichte des neuen Deutschlands. Nach Heiber war Müller „zweifellos Nationalsozialist aus Überzeugung, der eben nicht doktrinär, nicht engstirnig war“. Zuvor hatte Schieder Heibers Manuskript begutachtet. Er versuchte die Streichung einiger Abschnitte, die seinen Doktorvater belasteten, durchzusetzen. Klaus Schwabe sah 1989 in Müller den „Typus des rückhaltlos überzeugten Nationalsozialisten“. Vorherrschend blieb aber das Bemühen der Historiker, Müllers Wirken in der NS-Zeit zu relativieren. Angesichts des verschlossenen Nachlasses basierten die Darstellungen zu Leben und Werk Müllers oftmals auf seinen suggestiven Selbstzeugnissen. Dadurch konnte Müller in der Wissenschaft auch wohlwollende Deutungen über sein Wirken etablieren.
Bis in die 1960er Jahre war die Mehrzahl der Geschichtsprofessoren in der Zeit des Nationalsozialismus ausgebildet worden oder von ihm entscheidend geprägt. Erst im Zuge des einsetzenden Universitätsausbaus und der Zunahme der Professuren begann die Generation der ab 1930 Geborenen langsam an Einfluss zu gewinnen. Seit Mitte der 1990er Jahre befasste sich die Geschichtswissenschaft verstärkt mit den Verstrickungen ihrer Vertreter in das „Dritte Reich“. Der Umstand, dass sich die deutsche Geschichtswissenschaft erst sehr spät mit der Rolle einiger prominenter Historiker in der NS-Zeit kritisch auseinandersetzte, löste 1998 auf dem Frankfurter Historikertag heftige Debatten aus. Die stärkste Beachtung fand die Sektion Deutsche Historiker im Nationalsozialismus am 10. September 1998, die von Otto Gerhard Oexle und Winfried Schulze geleitet wurde. Dabei stand die Rolle von Karl Alexander von Müller im Nationalsozialismus nicht im Mittelpunkt der Diskussion. Vielmehr konzentrierte sich die Forschung auf Karl Bosl, Theodor Schieder oder Werner Conze, die in der NS-Zeit aufstrebende Nachwuchshistoriker gewesen waren und erst zwischen 1950 und 1980 wichtige Lehrstühle in der Geschichtswissenschaft bekleideten. Einzig Karen Schönwälder, die bereits Anfang der 1990er Jahre in größerem Umfang die Rolle der Historiker im Nationalsozialismus untersuchte, befasste sich eingehender mit Müller. Dabei stützte sie sich auf seine Ansprachen und auf die Vorworte in seinen Publikationen. Für Schönwälder war Müller ein „Aushängeschild des Dritten Reiches“. Noch ohne Auswertung des Nachlasses legte Margareta Kinner mit ihrer 1997 veröffentlichten Dissertation eine biographische Studie vor. Nach ihrem Fazit musste Müller „in einer Zeit leben, der er nicht gewachsen, für die er selbst zu weich war“; er habe sich „selbst in die große willenlose Herde der ‚Mitläufer‘“ eingereiht. Ein Jahr später untersuchte Ferdinand Kramer weitaus kritischer Müllers Rolle in der bayerischen Landesgeschichte.
In jüngerer Zeit befasste sich Winfried Schulze in zwei Beiträgen mit Müller. Für Schulze war Müller ohne Zweifel ein Nationalsozialist. Eine monographische Darstellung blieb jedoch eine Forschungslücke, die erst durch die 2014 veröffentlichte Biographie von Matthias Berg geschlossen wurde. Berg wertete für seine Arbeit zahlreiche Archivbestände aus. Erstmals wurde von ihm der Nachlass Müllers im Bayerischen Hauptstaatsarchiv vollständig einbezogen. Berg beschreibt Müller als Paradebeispiel eines Historikers, für den Grenzüberschreitungen zwischen Wissenschaft, Politik und Gesellschaft an der Tagesordnung standen. Besonders in der NS-Zeit wirkte er als Bindeglied zwischen den Generationen.

## Schriften (Auswahl)
Ein Schriftenverzeichnis erschien in Matthias Berg: Karl Alexander von Müller. Historiker für den Nationalsozialismus (= Schriftenreihe der Historischen Kommission bei der Bayerischen Akademie der Wissenschaften. Band 88). Vandenhoeck & Ruprecht, Göttingen 2014, ISBN 978-3-525-36013-2, S. 465–490.
Monographien
- Bayern im Jahre 1866 und die Berufung des Fürsten Hohenlohe. Eine Studie (= Historische Bibliothek. Band 20). Oldenbourg, München, Berlin 1909.
- Karl Ludwig Sand. Beck, München 1925.
- Deutsche Geschichte und deutscher Charakter. Aufsätze und Vorträge. Deutsche Verlags-Anstalt, Stuttgart 1926.
- Zwölf Historikerprofile. Deutsche Verlags-Anstalt, Stuttgart 1935.
- Vom alten zum neuen Deutschland. Aufsätze und Reden 1914–1938. Deutsche Verlags-Anstalt, Stuttgart 1938.
- Deutschland und England. Ein weltgeschichtliches Bild. Ahnenerbe-Stiftung-Verlag, Berlin 1939 (online).
- Danton. Ein historischer Essay. Deutsche Verlags-Anstalt, Stuttgart 1949.
- Aus Gärten der Vergangenheit. Erinnerungen 1882–1914. Kilpper, Stuttgart 1951.
- Mars und Venus. Erinnerungen 1914–1919. Kilpper, Stuttgart 1954.
- Im Wandel einer Welt. Erinnerungen. Band 3: 1919–1932. Herausgegeben von Otto Alexander von Müller. Kilpper, Stuttgart 1966.

Herausgeberschaften
- mit Erich Marcks: Meister der Politik. Eine weltgeschichtliche Reihe von Bildnissen. 3 Bände. Deutsche Verlags-Anstalt, Stuttgart 1922–1923.
- Denkwürdigkeiten des Fürsten Chlodwig zu Hohenlohe-Schillingsfürst. Band 3: Fürst Chlodwig zu Hohenlohe-Schillingsfürst. Denkwürdigkeiten der Reichskanzlerzeit (= Deutsche Geschichtsquellen des 19. Jahrhunderts. Band 28). Deutsche Verlags-Anstalt, Stuttgart 1931.